# Holiday Inn Hotel Beirut
Das ehemalige Holiday Inn Hotel in der libanesischen Hauptstadt Beirut ist ein Hochhaus und Hotelbau. Das Gebäude war in der Mitte der 1970er Jahre Schauplatz schwerer Kämpfe im Libanesischen Bürgerkrieg, bei denen es im starken Maße beschädigt wurde. Die Schäden am Bauwerk sind bis 2015 nicht beseitigt. Mit seinen weithin sichtbaren Einschusslöchern und Granateinschlägen wurde das Holiday Inn Hotel zu einem Symbol und Wahrzeichen gegen den Krieg.

## Geschichte
Das 26-stöckige Nobelhotel wurde für die Kette Holiday Inn in den frühen 1970er Jahren ab 1971 gebaut und 1974 eröffnet. Es befindet sich im Stadtzentrum etwa 250 Meter vom Yachthafen beziehungsweise dem Mittelmeer entfernt. Architekten waren die Franzosen André Wogenscky und Maurice Hindié.
Bereits im folgenden Jahr brach der Libanesische Bürgerkrieg aus. In der Innenstadt Beiruts, in der der Hotelbau steht, befand sich die Frontlinie. Die Hotels der Umgebung wurden aufgrund ihrer besonderen Höhe als Stützpunkte und von Scharfschützen genutzt, wodurch sie einem starken Beschuss ausgesetzt waren. So tobte hier in der frühen Phase des Krieges die sogenannte Hotelschlacht. Bei dieser wurde auch das höchste der Hotels, das Holiday Inn, umkämpft. Am 12. Dezember 1975 wurde es bereits zum fünften Mal in Brand geschossen. Die Bilder der aufsteigenden schwarzen Rauchwolken gingen um die Welt und so wurde das Holiday Inn zu einem Symbol des Bürgerkrieges.
Nach dem Ende des Bürgerkrieges 1990 wurden viele zerstörte oder beschädigte Gebäude Beiruts entweder saniert oder abgerissen. Das ehemalige Holiday Inn blieb davon ausgenommen. Mehrere Anteilseigner sind Eigentümer des Hotelbaus. Über eine zukünftige Nutzung herrscht Unklarheit. So werden die Sanierung und Umwandlung in Loftwohnungen und ein Abriss diskutiert.

## Trivia
Im Film Die Fälschung von Volker Schlöndorff aus dem Jahr 1981 quartierte sich der Reporter Georg Laschen zur Kriegsberichterstattung in dem Gebäude ein.